# Titularerzbistum Odessus
Odessus (ital.: Odesso) ist ein Titularerzbistum der römisch-katholischen Kirche. Es geht zurück auf ein früheres Erzbistum der antiken Stadt Odessos in der römischen Provinz Moesia inferior (Niedermösien), heute Warna in Bulgarien.
| Titularerzbischöfe von Odessus |                                      |                                                       |                   |                   |
| Nr.                            | Name                                 | Amt                                                   | von               | bis               |
| 1                              | Gabriel-Roch de Llobet               | Koadjutorerzbischof von Avignon (Frankreich)          | 16. Januar 1925   | 3. Oktober 1928   |
| 2                              | John McIntyre                        | Alterzbischof von Birmingham (Vereinigtes Königreich) | 17. November 1928 | 21. November 1935 |
| 3                              | Vicente Alejandro González y Robleto | Koadjutorerzbischof von Managua (Nicaragua)           | 9. April 1938     | 6. Januar 1952    |
| 4                              | Johannes Geisler                     | Altbischof von Brixen (Italien)                       | 23. April 1952    | 5. September 1952 |
| 5                              | José da Costa Nuñes                  | Vize-Camerlengo                                       | 16. Dezember 1953 | 19. März 1962     |
| 6                              | Xavier Ferdinand J. Thoyer SJ        | Alterzbischof von Fianarantsoa (Madagaskar)           | 2. April 1962     | 7. Oktober 1970   |